# 报国寺 (乐至)
乐至报国寺，位于四川乐至东北的金龟山。

## 简介
该寺始建于隋开皇二年（582年），康熙皇帝赐额“报国寺”。寺内为典型汉传佛教寺庙布局：弥勒殿、大雄殿、七佛殿、普贤殿，逐台升高。寺前有钟亭，内悬明嘉靖年间所铸八卦铜钟。

## 歷任住持
- 离欲禅师（1868年-1992年4月17日）
- 昌臻禪師（张妙首，1917年-2009年，1992年始出家任方丈）
- 隆宣法师（1958年-）